# Privé de jet privé
Privé de jet privé (en France) ou Si j’avais les ailes d’un twit (au Québec) (He Loves to Fly and He D’ohs) est le 1er épisode de la saison 19 de la série télévisée d’animation Les Simpson.

## Introduction
C’est le premier épisode diffusé après le film. Le générique d’ouverture est remonté à cette occasion, montrant les débris du dôme ainsi que des personnages nés du film, dont Colin, la sorcière amérindienne ou Spider-Cochon.

## Synopsis
Homer sauve la vie de M. Burns en lui évitant de se noyer dans une fontaine du centre commercial. Pour le remercier, ce dernier l’invite à dîner. Lorsque M. Burns l’interroge sur son plat préféré, Homer déclare aimer les pizzas de style Chicago et, à sa grande surprise, son patron lui propose une soirée de milliardaire en jet privé à Chicago. À son retour à Springfield, Homer déprime, car il est certain d’avoir connu, ce soir là, ce à quoi il n’aura plus jamais accès.
Pour lui remonter le moral, Marge engage Colby Krause, un coach de vie qui remarque qu’Homer prend confiance en lui lorsqu’il porte des chaussures de bowling. Par conséquent, il lui conseille de porter ces chaussures toute la journée. Ce dernier ne tarde pas à se voir proposer un poste dans une entreprise dirigée par le riche Texan. Le soir suivant l'entretien, Homer annonce avoir réussi à décrocher son nouvel emploi. Du moins, c’est ce qu’il fait croire à sa famille pour qu’elle garde confiance en lui. Tout se passe bien jusqu’à ce que Bart découvre la vérité...